# Alberto Marcos Rey
Alberto Marcos Rey (* 15. Februar 1974 in Camarma) ist ein spanischer Fußballspieler, der seit Sommer 2010 bei SD Huesca in der Segunda División unter Vertrag steht.

## Spielerkarriere

### Die Anfänge
Seine Karriere begann Marcos beim spanischen Rekordmeister Real Madrid, mit dem er 1995 spanischer Meister wurde. Dort konnte er sich allerdings nie durchsetzen, so dass er den Club nach nur sieben Liga-Einsätzen in den ersten beiden Profijahren verließ, um bei Valladolid anzuheuern.

### Real Valladolid
Alberto Marcos spielt seit nunmehr 14 Jahren für Real Valladolid. Er hält mehrere Rekorde in seiner Mannschaft. Er ist der Spieler Valladolids mit den meisten Einsätzen in offiziellen Spielen (450), den meisten Liga-Spielen (417) und den meisten Spielen in der Primera División (342). Der erfahrene Abwehrspieler ist zudem Mannschafts -Kapitän.  Mit Valladolid spielte Marcos neun Jahre erstklassig bis zum Abstieg 2003/2004. Das Abstiegsjahr verlief äußerst unglücklich für seine Mannschaft, so dass sie als eine der Mannschaften mit den meisten Punkten als Absteiger überhaupt seit Bestehen der Primera División abstiegen. Am Ende scheiterte man im Fernduell an Espanyol Barcelona.

### Die letzten Jahre
Nach dem Abstieg brauchte der Verein zwei Jahre zur Konsolidierung, ehe Marcos sein Team als Kapitän 2006/2007 zum souveränen Aufstieg führte. Nach dem erneuten Abstieg aus der Primera División am Ende der Saison 2009/10 verließ er nach 15 Jahren den Verein und wechselte zu SD Huesca in die Segunda División.

## Erfolge
- 1995 – Spanischer Meister mit Real Madrid.